# Древний ужас
«Древний ужас» (лат. «Terror Antiquus») — картина художника Льва Бакста, изображающая гибель античной цивилизации (возможно, Атлантиды) в природном катаклизме. Находится в Русском музее (инв. Ж-8135).

## Название
В языческом миропонимании «древний ужас» — это ужас жизни в мире под властью мрачной и бесчеловечной Судьбы, ужас бессилия человека, порабощённого ею и беспросветно покорного (Фатум); а также ужас перед хаосом как бездной небытия, погружение в которую гибельно. Указывают, что от власти древнего ужаса человека освободило христианство с его новой концепцией судьбы, но дехристианизация культуры означает его возврат.
Вячеслав Иванов указывает: «„Terror Antiquus“ — так назвал художник свою картину. Под древним ужасом разумел он ужас судьбы. Terror antiquus — terror fati. Он хотел показать, что не только всё человеческое, но и всё чтимое божественным было воспринимаемо древними как относительное и преходящее; безусловна была одна Судьба (Εἱμαρμένη), или мировая необходимость (Ανάγκη), неизбежная „Адрастея“, безликий лик и полый звук неисповедимого Рока».

## Описание

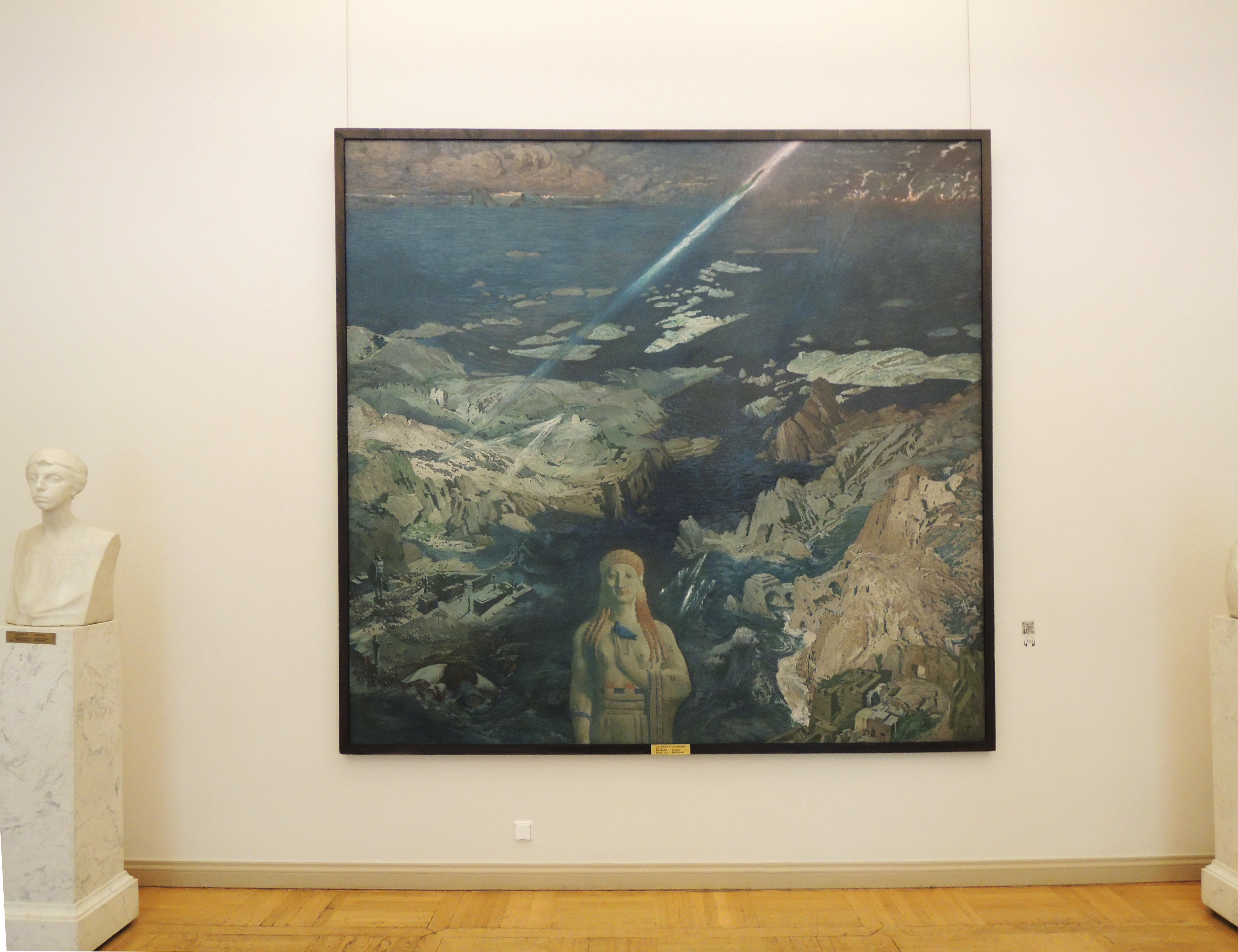
В экспозиции Русского музея

Крупное полотно практически квадратного формата занято панорамой пейзажа, написанного с высокой точки зрения. Пейзаж освещён вспышкой молнии. Основное пространство картины занимает бушующее море, которое губит корабли и бьётся о стены крепостей. На переднем плане изображена фигура архаической статуи в поколенном обрезе. Контраст спокойного улыбающегося лица статуи особенно впечатляет по сравнению с буйством стихий за её спиной.
Вячеслав Иванов пишет: «Волны хлынули и затопляют каменный материк, который рушится и видимо опускается в пучину. Конечно, трясётся земля, и море кинулось на сушу от подземных ударов, меж тем как трескучие громы спорят с воем волн, и молнийные копьеносцы завязывают битву, чтоб, утомясь в первом натиске, дать сигнал медным легионам туч, готовых рушиться ливнем потопа. Так необычайно сгущены и глубоки слои облаков, что день просачивается сквозь них мертвенною бледностью тусклых сумерек, какие наступают, когда в затмении изнемогает солнце и трупною пепельностью омрачается помертвелое лицо земли. Гибнет великая блудница языческого апокалипсиса…».
«[Художник] переносит зрителя на какую-то невидимую возвышенность, с которой единственно возможна эта панорамная перспектива, развёртывающаяся где-то в глубине под нашими ногами. Ближе всего к зрителю холм, несущий колоссальную статую архаической кипрской Афродиты; но и холм, и подножие, и самые ноги кумира за пределами полотна: как бы свободная от участи земли, богиня возникает, близкая к нам, прямо на мраке глубоко лежащего моря, оно же, бушуя, сливает здесь свои гребни в очертания пленительной раковины, как будто завидев богиню и вдруг сменив яростные громы на влюблённый гимн пенорождённой Анадиомене. (…) Перед нами не пейзаж человеческих мер и человеческих восприятий, но икона родовых мук Матери-Геи». По мнению Иванова, в картине воплощены три идеи: космической катастрофы, судьбы и бессмертной женственности.
Соломон Волков: «Названное автором „Terror Antiquus“ („Древний ужас“), это поразительное панно изображало решительными широкими мазками гибель древней Атлантиды — мифической цивилизации, некогда процветавшей, согласно Платону, на огромном острове в Атлантическом океане. Обитатели острова достигли необычайных культурных и духовных высот, но за непомерную гордость были наказаны богами. Атлантиду навеки поглотил разбушевавшийся океан. Картина Бакста, с её увиденной с высоты птичьего полёта неистовой водной стихией, исчезающими в недрах океана древними храмами и перерезавшей все полотно яркой театральной молнией, сразу произвела на меня сильнейшее впечатление. Особенно притягивала взгляд одиноко поставленная художником в центр композиции величавая архаическая статуя богини, со спокойной улыбкой принимавшей гибель породившей её цивилизации. От окружавшего её безумного и злобного хаоса богиню отделяла какая-то высшая мудрость, высшее знание, служившее ей защитой. Тогда ещё подросток, я только постепенно узнавал, что страстно увлечённый античностью Бакст в своём „Terror Antiquus“ запечатлел Афродиту, символизировавшую для художника победу любви и искусства над слепой разрушающей силой. И ещё позднее именно это панно стало казаться мне почти идеальной живописной метафорой выжившей Атлантиды XX века — великолепной культуры неповторимого города, в котором я жил».

### Детали
Изображённая женская фигура — тип архаической коры, которая улыбается загадочной архаической улыбкой и держит в руках синюю птичку (или голубя — символ Афродиты). Традиционно принято называть статую, изображённую Бакстом — Афродитой, хотя до настоящего времени не установлено, каких богинь изображали коры. Прототипом статуи послужила скульптура, найденная при раскопках на Акрополе. Для несохранившейся кисти руки позировала жена Бакста. Любопытно, что Максимилиан Волошин указывает на сходство лица архаической Афродиты на картине с лицом самого Бакста.
Островной пейзаж, разворачивающийся за спиной богини — это вид с афинского Акрополя. У подножия гор в правой части картины на первом плане помещены здания, по мнению И. Н. Пружан — микенские Львиные ворота и остатки дворца в Тиринфе. Это здания, относящиеся к раннему, крито-микенскому периоду истории Греции. Слева группа бегущих в ужасе людей среди построек, характерных для классической Греции — по всей видимости, это Акрополь с его пропилеями и огромными статуями. За Акрополем — освещённая молниями долина, поросшая серебристыми оливами.

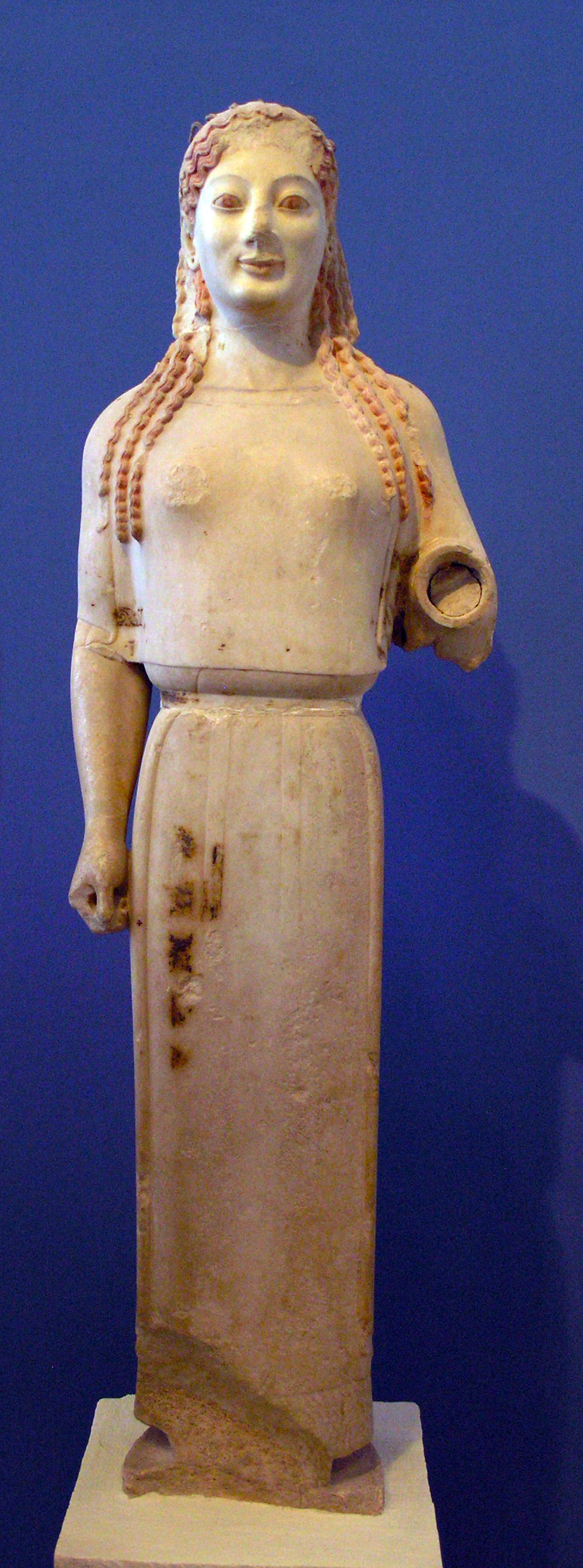
«Кора в пеплосе», музей Афинского акрополя
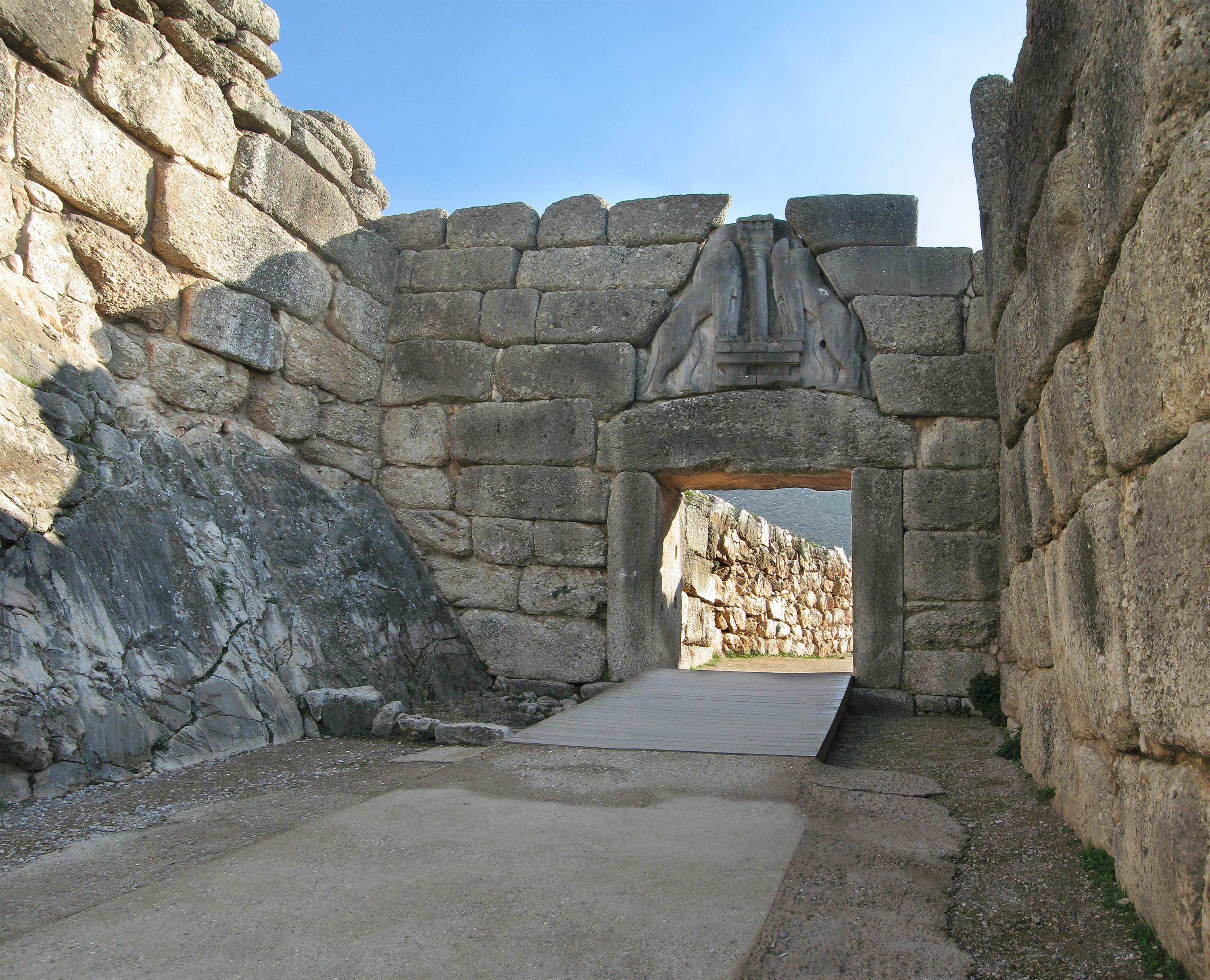
Львиные ворота, Микены
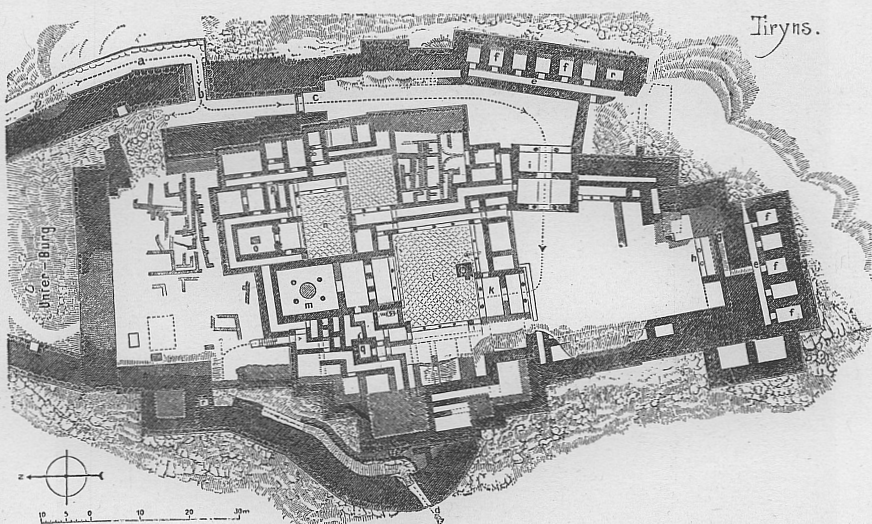
План Тиринфского дворца
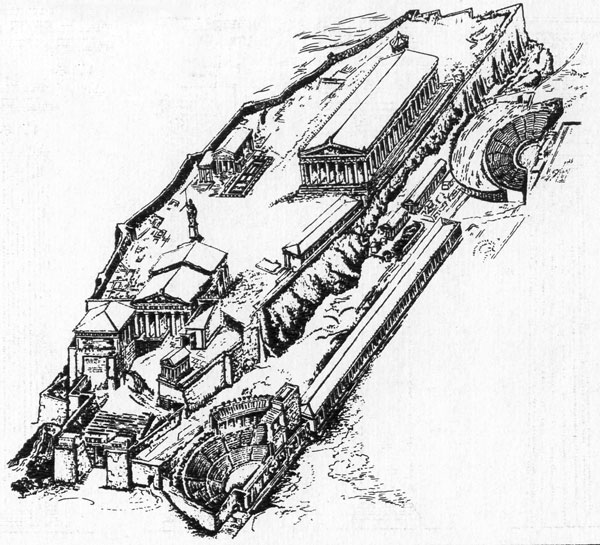
Схема Акрополя

## История картины
И. Н. Пружан указывает, что всего Бакст работал в общей сложности над картиной около трёх лет. В начале 1905 года, по сообщению А. Н. Бенуа, на выставке картин «Союза русских художников» он показал свой рисунок под названием «Terror Antiquus», судя по описанию, имевший непосредственное отношение к картине. Первое упоминание о картине относится к началу 1906 года.

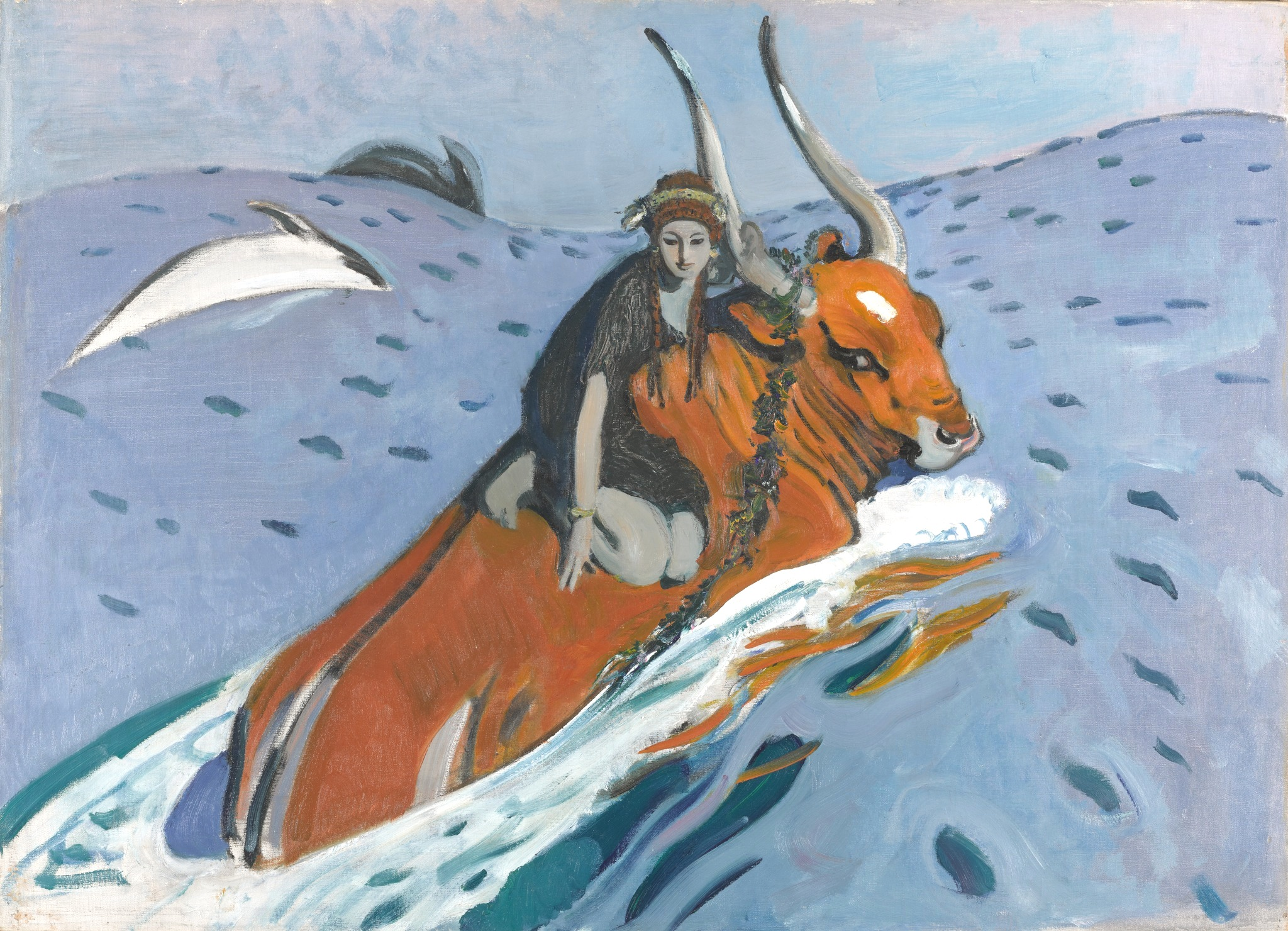
Валентин Серов. «Похищение Европы», 1910: лицо Европы также написано под влиянием той же самой статуи акропольской коры. Историки искусства пишут, что Бакст пробудил в Серове интерес к античности

В 1907 году Бакст совершил поездку в Грецию и на Крит вместе с Валентином Серовым. Он начал работать над этой композицией ещё до своей поездки в Грецию, а по возвращении принимается за неё снова. На замысел картины также повлияли визиты художника в знаменитую Башню Вячеслава Иванова. После поездки в Грецию Бакст пишет, что был вынужден переосмыслить свои представления об античном мире.
В письме к жене Бакст пишет: «В картине много изменений… статуя становится страшна и фон мрачнее — я всё добиваюсь того, чтобы картина меня самого смущала жуткостью; вода на первом плане недостаточно „бездонна“». «Картина моя мне разонравилась. Я не того хотел добиться, что вышло. Надеюсь, в следующей вещи удастся выразить вполне то, что тянет сделать. Может, я и ошибся с этой картиной, может, она мне пригляделась!».
«„Древний ужас“ был этапной вещью, прежде всего в творческой биографии самого Бакста. Это была последняя живописная работа художника, после которой он практически не работал маслом и не создавал станковых картин (только в 1920-е годы писал декоративные панно в США и Великобритании). В то же время „Древний ужас“ оказался этапной работой в истории отечественного искусства 1900—1910-х годов, обозначив ту линию его развития, которая превратилась в хроническую „болезнь“ всей отечественной культуры — неоклассицизм. В глазах современников это было если не выдающееся, то, несомненно, заслуживающее самого пристального внимания полотно. Хорошо известны отклики отечественных критиков по поводу „Древнего ужаса“ (Вяч. Иванова и М. Волошина). Но это произведение имело и крайне удачную экспозиционную судьбу за пределами России. Картина демонстрировалась на Брюссельской выставке (1910) и получила Золотую медаль, участвовала в Международной выставке в Риме (1911), на выставке „Мира Искусства“ в Праге (1912), на персональной выставке Бакста в Лондоне (1913)».
Первое появление «Древнего ужаса» — на выставке Осеннего Салона (Париж) и затем на выставке «Салон» (Санкт-Петербург) вызвало громкий резонанс. Рецензии в газетах варьировались от безудержного восхваления до полного неприятия.
Критик Сергей Мамонтов:

[Бакст] «очевидно, долго придумывал, чем бы сильней ошарашить зрителей. Но придумал всего-навсего рельефную географическую карту, видимую с аэроплана».

Александр Бенуа, наоборот, охарактеризовал картину, как значительное произведение, в котором Бакст сумел суммировать своё отношение к древности:

«Картину Бакста я считаю очень серьёзной культурной ценностью; в неё вложено больше, нежели то, что можно вычитать из неё в беглом разборе выставки. Это произведение сложной и значительной душевной работы. Притом картина сделана с таким выдержанным мастерством, каким редко кто владеет в наше время. Её место в музее».

При этом Бенуа отмечал недостатки картины: отсутствие «зажигающей жизненности», «силы убедительности», сухость рисунка.
По мнению исследователя творчества художника Ольги Медведковой, это очень личное, практически автопортретное произведение Бакста.